# Attische kalender
De Attische kalender was de kalender die in het oude Athene werd gebruikt. De kalender was invloedrijk onder de Helleense kalenders. Het is een lunisolaire kalender, dat wil zeggen, een kalender met daarin elementen van zowel de zonnekalenders als van de maankalenders.

## Maanden
Ieder jaar begon rond het herfstpunt en was in twaalf maanden verdeeld, die ieder met de nieuwe maan begonnen. De maanden werden dan weer in drie decaden verdeeld, waarvan de eerste twee altijd tien dagen hadden.
Er werd na de 6e maand, poseideoon, een intercalaire maand ingevoegd om met de seizoenen gelijk op te blijven gaan. Deze tweede poseideoon werden eerst onregelmatig ingevoegd, maar later op een systematischer manier in de jaren 3, 5, 8, 11, 13, 16 en 19 van de Metonische cyclus.
1. Hekatombaion, ὁ ἑκατομβαιών, 1e maand juli en augustus
2. Metageitnion, ὁ μεταγειτνιών, 2e maand augustus en september
3. Boèdromion, ὁ βοηδρομιών, 3e maand september en oktober
4. Puanepsion, ὁ πυανεψιών, 4e maand oktober en november
5. Maimaktèrion, ὁ μαιμακτηριών, 5e maand november en december
6. Poseideon, ὁ ποσειδεών, 6e maand december en januari
7. Gamèlion, ὁ γαμηλιών, 7e maand, kon beginnen tussen eind december en half januari
8. Anthestèrion, ὁ ἀνθεστηριών, 8e maand februari en maart
9. Elafèbolion, ὁ ἐλαφηβολιών, 9e maand maart en april
10. Moenichion, ὁ μουνιχιών, 10e maand april en mei
11. Thargèlion, ὁ θαργηλιών, 11e maand mei en juni
12. Skirophorion, ὁ σκιροφοριών, 12e maand juni en juli

## Feesten
- In de eerste maand hekatombaioon werden de hekatomben gebracht. Dat waren grote offers van 100 runderen.
- De mysteriën van Eleusis werden van 15 tot en met 21 boèdromioon gehouden.
- De puanepsia, een feest ter ere van Apollo, werd in puanepsioon gevierd. Men bereidde daarop een gerecht van bonen of van peulvruchten.
- De maimaktèria, het feest van Zeus maimaktès, de wintergod der stormen, werd in maimaktèrioon gevierd.
- Gamelioon was gewijd aan het heilige huwelijk van Hera en Zeus.
- Het Lenaia-festival ter ere van Dionysos werd van 12 tot en met 15 gamelioon gehouden. Het feest leek op Valentijnsdag.

## Jaartelling
De datum werd per olympiade berekend. Een olympiade was de tijd tussen twee Olympische Spelen en duurde vier jaar. Daarmee was de Attische telling een van de weinige jaartellingen uit de klassieke oudheid, die onafhankelijk van de periode was dat bepaalde heersers aan de macht waren. De Romeinse keizer Justinianus I verbood de Olympische Spelen in 529, met  andere heidense instellingen, waardoor het gebruik van deze jaartelling vanaf de 327e olympiade niet meer werd gebruikt.
De eerste Olympische Spelen waren in 776 v.Chr gehouden. Er werd steeds naar de volgende Olympische Spelen toegerekend, dus de jaarnummering zou zo zijn geweest:
- 776 v.Chr. 1e olympiade
- 775 v.Chr. jaar 1 van de 2e olympiade
- 774 v.Chr. jaar 2 van de 2e olympiade
- 773 v.Chr. jaar 3 van de 2e olympiade
- 772 v.Chr. 2e olympiade
- 771 v.Chr. jaar 1 van de 3e olympiade
- 770 v.Chr. jaar 2 van de 3e olympiade
- 769 v.Chr. jaar 3 van de 3e olympiade
- 768 v.Chr. 3e olympiade
- ... zo door naar het heden...
- 2017 699e olympiade
- 2018 jaar 1 van de 700e olympiade
- 2019 jaar 2 van de 700e olympiade
- 2020 jaar 3 van de 700e olympiade
- 2021 700e olympiade
- 2022 jaar 1 van de 701e olympiade
- 2023 jaar 2 van de 701e olympiade
- 2024 jaar 3 van de 701e olympiade
- 2025 701e olympiade

## Verwijzingen
- (en)  Webster's 1913 Dictionary voor de structuur van de kalender in ieder jaar

Zonnekalender · Maankalender · Lunisolaire kalender· Biodynamische kalender